# Winterhalder (Bildhauerfamilie)
Die Winterhalder waren eine zuerst im Schwarzwald, dann im weiteren Oberrheingebiet, schließlich auch in Mähren im heutigen Tschechien, in Österreich und Ungarn tätige Bildhauersippe. Sie blühte von der Mitte des 16. bis ins frühe 19. Jahrhundert. Eines ihrer Mitglieder, Josef Winterhalder der Jüngere, arbeitete allerdings ausschließlich als Zeichner und Maler. Die der Sonne abgewandte Seite des Tales nannte man „Winterhalde“ und ihre Bewohner „Winterhalder“ – so wie die sonnseitigen Bewohner „Spiegelhalder“.

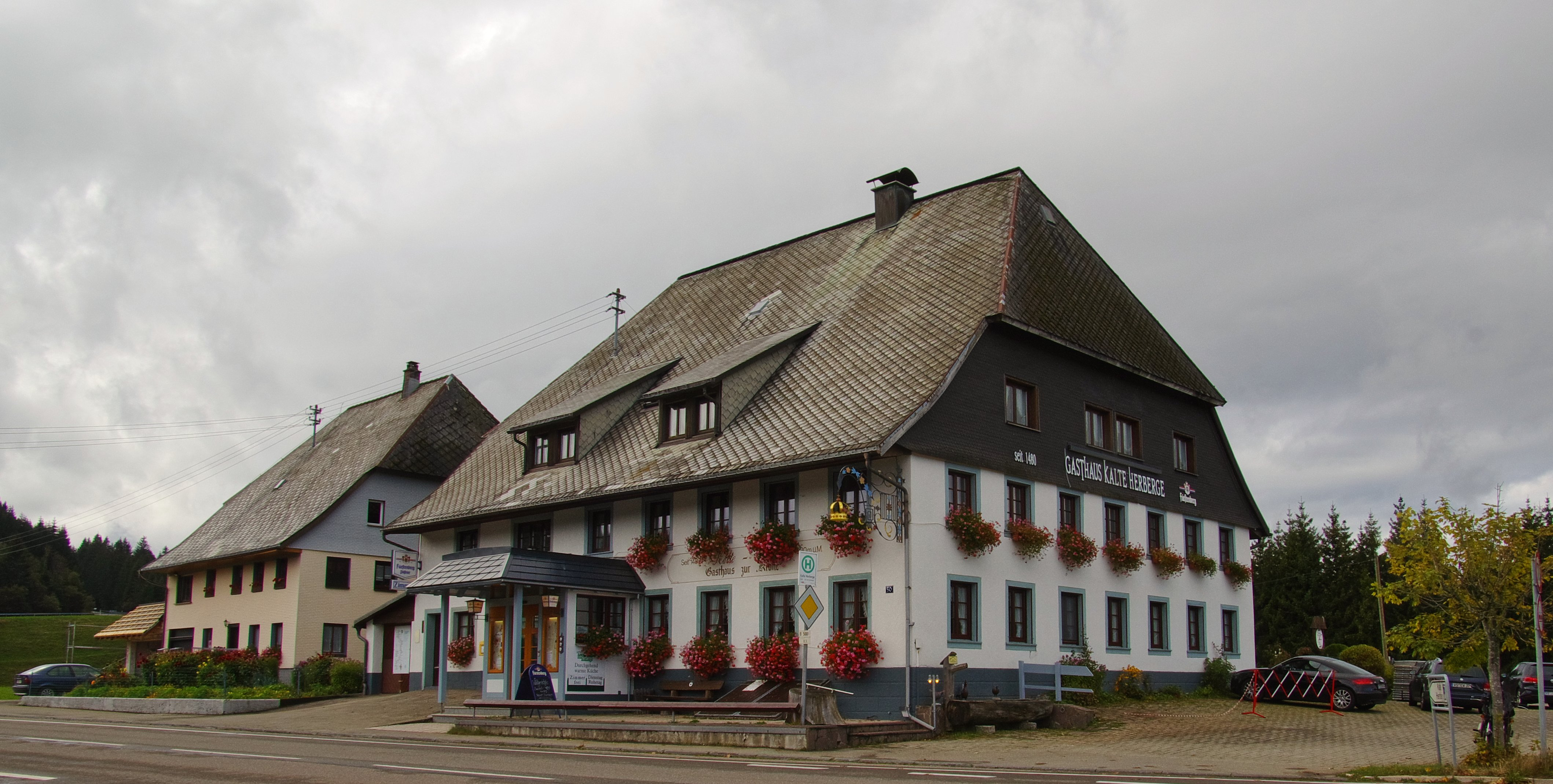
Gasthaus „Kalte Herberge“, Urach

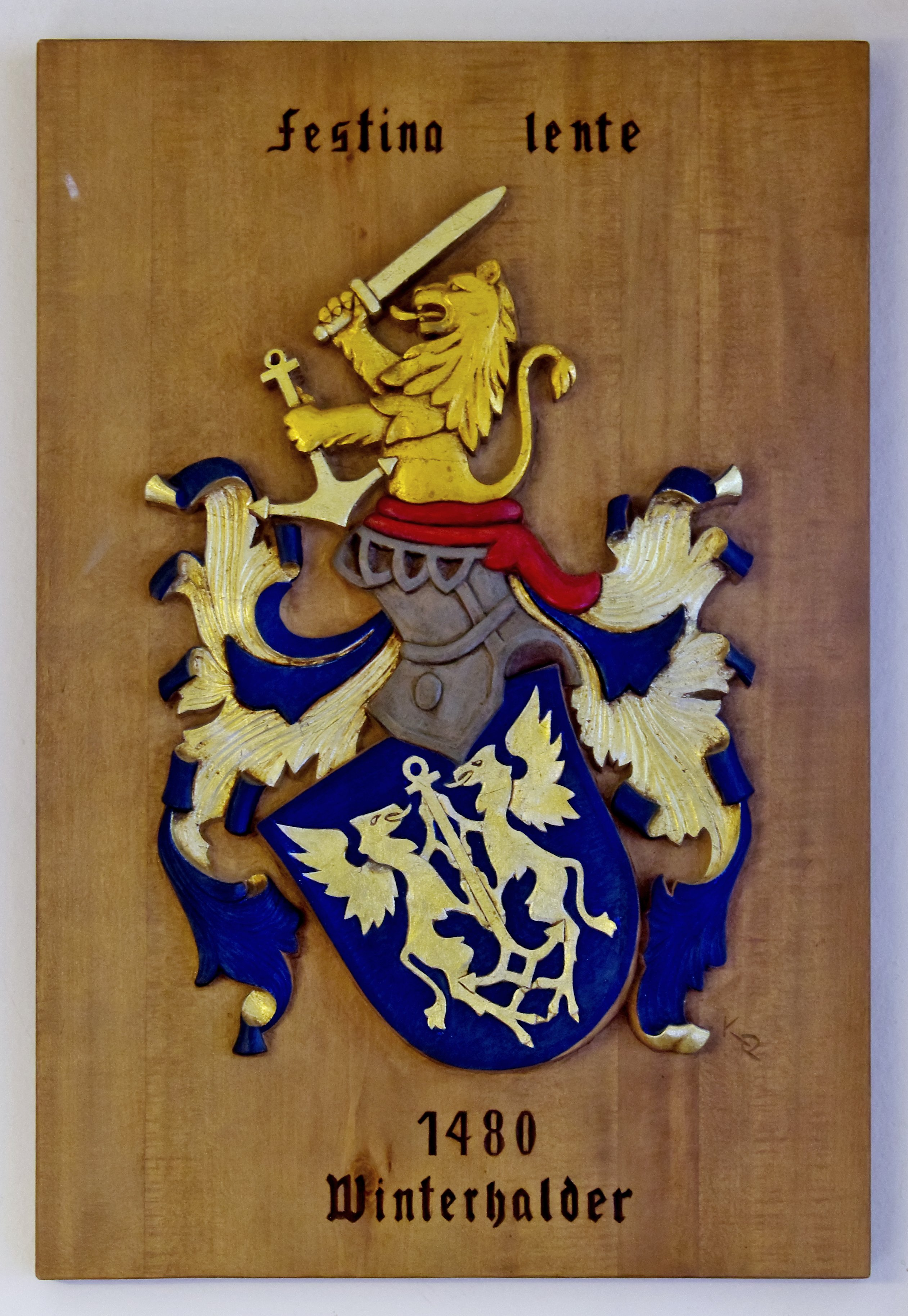
Wappen der Winterhalder im Gasthaus „Kalte Herberge“

## Forschungsgeschichte
Bis ins frühe 20. Jahrhundert wurde die Familie kaum beachtet, mit Ausnahme der beiden Auswanderer nach Mähren Josef Winterhalder der Ältere, der in der Allgemeinen Deutschen Biographie von 1898 und dem Biographischen Lexikon des Kaiserthums Oesterreich von 1889, und Josef Winterhalder der Jüngere, der immerhin in letzterem erscheint. Erst seit Mitte der 1930er Jahre erfuhr die ganze Familie mehr Aufmerksamkeit. Die Kunsthistoriker Edmund Wilhelm Braun und Lore Noack-Heuck behandeln in ihren Beiträgen im Allgemeinen Lexikon der Bildenden Künstler von der Antike bis zur Gegenwart 1947 zusätzlich zu den beiden Josefs auch Bartholomaeus Winterhalder, Adam Winterhalder, Anton Winterhalder und Johann Michael Winterhalder. In jüngerer Zeit haben besonders der Vöhrenbacher Heimatkundler Bernhard Kleiser (* 1925), die Kunsthistoriker Hermann Brommer und Manfred Hermann die schwarzwälder Mitglieder der Familie sowie der Kunsthistoriker Lubomír Slaviček die nach Mähren ausgewanderten Mitglieder der Familie erforscht.

## Erste Generation
- Bartholomaeus Winterhalder (* um 1613 in der „Kalten Herberge“, dem höchstgelegenen Hof in Urach, einem Ortsteil von Vöhrenbach im Schwarzwald; † 1680 in Neukirch, einem Ortsteil von Furtwangen im Schwarzwald).[6] Landwirt auf dem Oberfallengrundhof in Neukirch, widmete er sich ab Mitte des 17. Jahrhunderts, auf dem Altenteil sitzend, ganz der Bildschnitzerei.

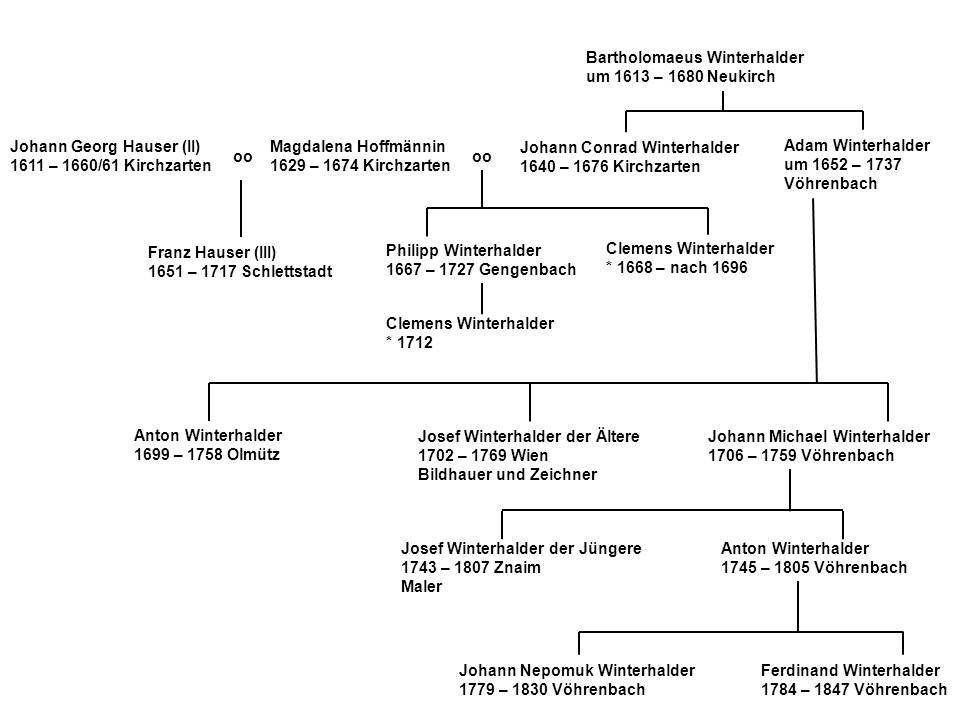
Stammtafel der Bildhauer Winterhalder und ihre Verbindung zur Bildhauersippe Hauser (mit Sterbeorten)

## Zweite Generation
- Johann Conrad Winterhalder (* 1640 auf dem Oberfallengrundhof in Neukirch, † 1676 in Kirchzarten im Dreisamtal östlich von Freiburg im Breisgau), Sohn des Vorgenannten. Er heiratete 1661 die Witwe des Bildhauers Johann Georg Hauser (Hauser II) aus der Bildhauersippe Hauser in Kirchzarten. So verschwägerten sich die beiden Künstlerfamilien.
- Adam Winterhalder (* um 1652 ebenfalls auf dem Oberfallengrundhof, † 1737 in Vöhrenbach), Bruder des Vorgenannten.[7] Er übernahm die Neukircher Werkstatt nach dem Tod des Vaters, gründete aber, nachdem seine Mutter 1695 gestorben war, eine neue Werkstatt in Vöhrenbach.

## Dritte Generation
- Philipp Winterhalder (* 1667 in Kirchzarten, † 1727 in Gengenbach im Ortenaukreis), Sohn des Johann Conrad. Er lernte bei seinem Stiefbruder Franz Hauser (Hauser III) in Kirchzarten und arbeitete dann im Elsass und später in Gengenbach.
- Clemens Winterhalder (* 1668 in Kirchzarten, † nach 1696 an unbekanntem Ort). Bruder des Vorgenannten. Nach gemeinsamer Tätigkeit mit Philipp im Elsass verlieren sich seine Spuren.
- Anton Winterhalder (* 1699 in Vöhrenbach, † 1758 in Olmütz in Mähren), Sohn des Adam. Er blieb kinderlos[8] Er wanderte, wie später seine Brüder, nach der Lehre beim Vater über Wien nach Mähren und arbeitete mit ihnen im Prämonstratenserkloster Hradisch und der dem Kloster inkorporierten Wallfahrtskirche Mariä Heimsuchung und Residenz Heiligenberg bei Olmütz. Er gilt als künstlerisch weniger begabt als seine Brüder. Berichte, er habe zwei Söhne gehabt, Josef (* 1741) und Michael (* 1745), die Maler wurden,[9] irren wohl.[1]
- Josef Winterhalder der Ältere (Josef Winterhalder I; * 1702 in Vöhrenbach, † 1769 in Wien), Bruder des Vorgenannten. Er wanderte wie dieser nach der Lehre über Wien nach Mähren. In Wien besuchte er von 1726 bis 1728 die Kunstakademie. Er ließ sich auch als Zeichner ausbilden, arbeitete aber überwiegend als Bildhauer. Was die Brüder im Kloster Hradisch und in Heiligenberg geschaffen haben, ist hauptsächlich sein Verdienst. In seinen letzten Werken, vor allem in Brünn, gelangte er vom Barock zum Rokoko.[10] Er starb ledig in Wien, wo er die letzten Lebensjahre verbracht hatte.
- Johann Michael Winterhalder (* 1706 in Vöhrenbach, † 1759 ebenda), Bruder der beiden Vorgenannten.[11] Wie Josef besuchte er auf der Wanderung die Wiener Akademie der bildenden Künste, und zwar von 1731 bis 1732. Von Mähren, wo er mit den Brüdern gearbeitet hatte, kehrte er anders als sie nach Vöhrenbach zurück und übernahm die Werkstatt des Vaters. Er war gleich alt und wohl befreundet mit Matthias Faller, unterschied sich aber von dessen Rokokostil.

## Vierte Generation
- Clemens Winterhalder (* 1712 in Gengenbach), Sohn des Philipp. Er wurde Bildhauer, doch ist über sein Werk und Schicksal nichts bekannt.
- Josef Winterhalder der Jüngere (Josef Winterhalder II; * 1743 in Vöhrenbach, † 1807 in Znaim), Sohn des Johann Michael.[12] Zunächst Lehrling beim Vater, zog er, nachdem seine Mutter 1/49 gestorben war, 1753 mit seinem Bruder Anton und seiner Schwester Theresia zu seinem Onkel Josef Winterhalder dem Älteren in Znaim oder Olmütz, der die Kinder adoptierte.
- Anton Winterhalder (* 1745 in Vöhrenbach, † 1805 ebenda), Bruder des Vorgenannten. Wie der Bruder wurde er nach der Lehrzeit beim Vater vom Onkel Josef Winterhalder dem Älteren in Znaim oder Olmütz adoptiert. Er arbeitete in Böhmen, Mähren und Österreich, kehrte aber 1776 nach Vöhrenbach zurück und übernahm die väterliche Werkstatt. Über sein Werk sagt die Literatur nichts weiter.

## Weitere Generationen
- Johann Nepomuk Winterhalder (* 1779 in Vöhrenbach, † 1830 ebenda), Sohn des Anton Winterhalder. Er wurde Bildhauer.
- Ferdinand Winterhalder (* 1784 Vöhrenbach, † 1847 ebenda), Bruder des Anton Winterhalder. Auch er wurde Bildhauer. Er übernahm die väterliche Werkstatt.

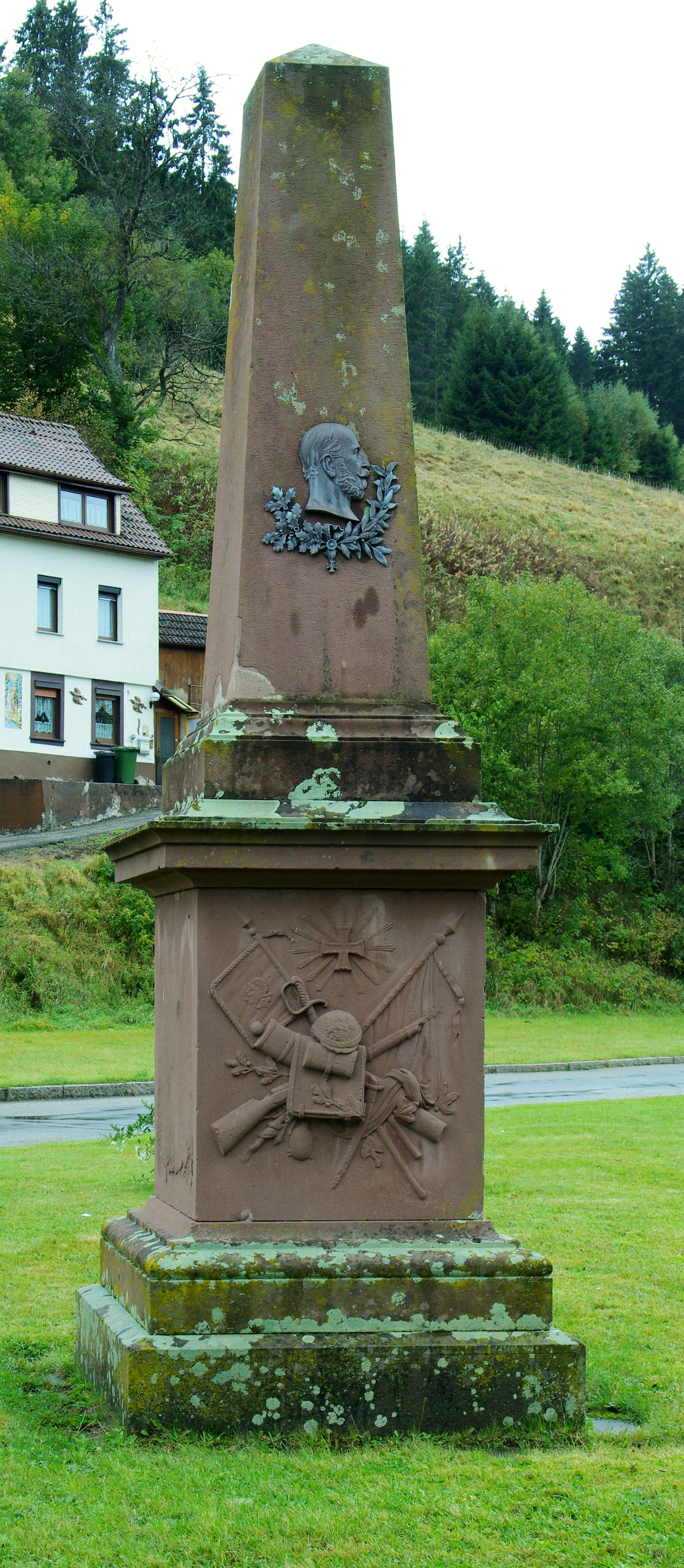
Adolph Winterhalders Kriegerdenkmal in Vöhrenbach

Die beiden wie auch spätere Vöhrenbacher Nachkommen waren „Hersteller von Grabsteinen, Herrgottschnitzer und lieferten den Uhrmachern und Orchestrionbauern aus Holz geschnitzte Figuren für ihre Spielwerke“. Mit Adolph Winterhalder (1846–1900), der auch Ratschreiber von Vöhrenbach war, einem Enkel des Ferdinand der vierten Generation, „starb das Winterhalder-Bildhauergeschlecht in Vöhrenbach nach 200 Jahren in der männlichen Linie aus“. Adolph schuf das Kriegerdenkmal für die Vöhrenbacher Gefallenen im Deutsch-Französischen Krieg 1870–1871. „Achtzehn Jahre danach, 1918, endete auch die mährische Linie Winterhalder mit <einer> Urenkelin Josef Winterhalders d. J.“.
Die künstlerischen Tradition der Familie, urteilen Kleiser und Wörgötter, beruhe auf autodidaktischer Holzschnitzerei, an der Natur orientierter Sensibilität und handwerklichem Können. Die akademische Ausbildung der dritten Generation habe dann neue Ausdrucksmöglichkeiten und Aufträge gebracht. Zur üblichen Ausschmückung von Kirchen und Herstellung von Gebrauchsgegenständen der Volksfrömmigkeit sei die Aufgabe gekommen, anspruchsvolle theologische und philosophische Programme künstlerisch zu verwirklichen. Der Höhepunkt in dieser Hinsicht sei das Werk Josef Winterhalders des Jüngeren der vierten Generation gewesen.

## Nicht verwandte „Winterhalder“-Künstler
Den verbreiteten Namen trugen auch Künstler ohne bekannte Verwandtschaft mit der auf Bartholomaeus von der „Kalten Herberge“ zurückgehenden Linie. Berühmt als Meister aristokratischer Porträts wurde Franz Xaver Winterhalter (1805–1873),. Er und sein weniger bekannte Bruder Hermann Winterhalter (1808–1891) waren Söhne des Menzenschwander Bauern Fidel Winterhalder (1773–1863). Ein Winterhalder brachten die Hinterglasmalerei aus Böhmen nach Rötenbach (Friedenweiler) bei Titisee-Neustadt, wo zum Beispiel Benedikt Winterhalder (1813–1890) sie praktizierte, der auch Bürgermeister des Ortes wurde. Zwei Brüder Benedikts ließen sich als Hinterglasmaler in den USA nieder. Erwin Winterhalder (1879–1968), von der Schweiz in die USA ausgewandert, restaurierte 1922 die Totenmaske des Tutanchamun und fertigte Kopien an.